# Бурлеск (шоу)
Бурле́ск (фр. burlesque ← итал. burlesco ← burla «шутка») — разновидность развлекательного театрального эротического шоу, близкого к жанрам мюзикл и водевиль. Такие шоу можно увидеть в кабаре. Основными элементами бурлеск-шоу являются танцевальные, цирковые, комедийные и разговорные номера. Так же, как и в бурлеск-поэзии, бурлеск-шоу применяет способ передачи возвышенного — низким, а низкого — возвышенным стилем. При этом зрительная сторона представления акцентируется сильнее, чем его содержание.
Бурлеск как эротическое шоу является прообразом современного стриптиза.

## История бурлеска
Как развлекательное шоу, бурлеск появился в Европе в середине XIX века. На то время жанр был всё ещё очень близок к поэтической традиции бурлеска и представлял собой в первую очередь комедийное шоу. Первое знаменитое бурлеск-шоу — «Британские блондинки» под руководством Лидии Томпсон (1868-й год), имевшее небывалый успех в США. И в то время, как к началу XX века популярность бурлеска стала сходить на нет, уступив место музыкальной комедии, в Америке он стал стремительно развиваться. Со временем центральное место в постановках стала занимать женская нагота — от коротких юбок танцовщиц кордебалета к полному обнажению артисток. Чтобы компенсировать неумение танцевать, девушки стали создавать изысканные сценические костюмы, реквизит и декорации для своих номеров, что со временем стало важнейшей характеристикой жанра. Кроме танцовщиц, в шоу обычно было несколько музыкальных номеров, участвовали комики, конферансье.
К середине 1930-х годов в США насчитывалось более 150 ведущих артисток бурлеска, включая такие звёздные имена, как Салли Рэнд (изобретательница танца с огромными веерами из перьев, визитной карточки бурлеска), Джипси Роуз Ли, Дикси Эванс, Темпест Сторм, Лили Сент-Сир, Блейз Стар. С бурлеск-театрами работали такие знаменитые джазовые композиторы, как Коул Портер и Лоренц Харт, и комики — Мэй Уэст, Фанни Брайс, Эбботт и Костелло и многие другие.
Постепенно номера становились всё более откровенными, публика — всё более неистовой, а неконтролируемое потребление алкоголя в бурлеск-театрах делало их всё более опасными. Несмотря на небывалую популярность престижных и дорогих бродвейских шоу, в 1935 году по постановлению мэра Нью-Йорка Фьорелло ЛаГуардия на территории штата Нью-Йорк бурлеск был запрещён. В других штатах на бурлеск-шоу были наложены ограничения, касавшиеся в первую очередь дозволенной степени обнажения артисток, которые теперь не могли появляться на сцене без тонкого бюстгальтера или «пэстис» (украшенных и нередко очень дорогих наклеек на соски) и трусиков. Это привело к тому, что артистки высокого уровня стали ещё больше времени уделять костюмам и созданию шоу, не забывая при этом раздеваться в рамках правил. В разное время в бурлеск-театрах появлялись номера с дрессированными птицами, под водой, на трапеции, в декорациях, стилизованных под будуар или роскошную ванную.
В 1970-е на фоне сексуальной революции и расцвета порноиндустрии в бурлеск проник девиз «меньше шоу, больше тела». В это время клубы старались привлечь количеством танцовщиц, но не качеством шоу. Оттуда постепенно стали исчезать комики, музыканты, роскошные костюмы и декорации. К середине 1970-х бурлеск практически стал тем, что сейчас называется стриптизом.

## Возрождение бурлеска
Бурлеск (современное название жанра — «нео-бурлеск») начал возрождаться в начале 1990-х, во многом благодаря усилиям Дикси Эванс, основавшей на своём ранчо в штате Невада музей бурлеска «Exotic World». Для сбора средств на нужды музея был организован ежегодный конкурс «Miss Exotic World Pageant», который с годами превратился в самый престижный бурлеск-фестиваль в мире. В 2006 году музей переехал в Лас-Вегас и стал называться «Burlesque Hall of Fame», а вместе с ним и фестиваль, собирающий сейчас тысячи зрителей и десятки артистов со всего мира под именем «Burlesque Hall of Fame Weekend».
Кроме того, бурлеск-фестивали проводятся в большинстве крупных городов Европы, США, Канады, Австралии и Новой Зеландии:
- Лондоне (London Burlesque Festival, World Burlesque Games)
- Париже (Paris Burlesque Festival)
- Берлине (Berlin Burlesque Festival)
- Риме (Caput Mundi Burlesque Award)
- Стокгольме (Stockholm Burlesque Festival)
- Амстердаме (Amsterdam Burlesque Award)
- Женеве (Geneva Burlesque Festival)
- Нью-Йорке (New York Burlesque Festival)
- Ричмонде (Virginia Burlesque and Sideshow Festival
- Далласе, Лас-Вегасе (Viva Las Vegas)
- Новом Орлеане (New Orleans Burlesque Festival)
- Ванкувере, Оттаве, Торонто, Сиднее, Перте, Палмерстон-Норте (New Zealand Burlesque Festival) и так далее.

### Бурлеск в России
Бурлеск в России появился около 2006 года и за последние годы распространился по стране.
В 2012 году в Москве прошёл первый российский фестиваль «Мисс Бурлеск», который с тех пор проводится ежегодно в последние выходные апреля и собирает артистов со всей России, ближнего и дальнего зарубежья..
В 2017 году в Москве создан первый в России театр бурлеска «Ladies of Burlesque».

## В кинематографе
В 2010 году американский режиссёр Стив Энтин снял фильм «Бурлеск» с Шер и Кристиной Агилерой в главных ролях. Фильм поставлен по мотивам одноименного мюзикла Стива Энтина, который также написал сценарий кинокартины.